# 甘丹寺 (蒙古国)
甘丹寺是位於蒙古國烏蘭巴托的藏傳佛教寺廟，蒙古国家保护不可移动文物。蒙古人民革命黨統治期間，經過大鎮壓後成為蒙古唯一維持運作之寺廟，至1990年蒙古民主化。該寺是蒙古最大的寺廟，擁有一座全世界最大的銅鑄觀世音菩薩塑像，高達26,5公尺。還有一座水泥宗喀巴像。

## 历史
1809年，第四世哲布尊丹巴呼图克图成立了修学的特殊学校，它被命名为“甘丹”，以纪念拉萨的同名寺院甘丹寺。1835年第五世哲布尊丹巴呼图克图时开始在远离汉人买卖城的地方修建寺庙。清末十三世達賴喇嘛流亡外蒙古时曾造訪該寺。
20世纪初，甘丹寺约有一万四千名僧侣，是外蒙古重要的佛教教育中心。1938年，在乔巴山发起对佛教喇嘛的镇压期间，寺庙关闭。1944年甘丹寺重新开放，是当时唯一合法的寺院。
2015年5月17日印度總理莫迪訪問蒙古時到該寺參觀。